# Яковлев, Сергей Сергеевич
Серге́й Серге́евич Я́ковлев (4 августа 1925[…], Курган, Уральская область — 1 января 1996[…], Москва) — советский и российский актёр театра и кино, народный артист РСФСР (1985), участник Великой Отечественной войны.

## Биография
Сергей Сергеевич Яковлев родился 4 августа 1925 года в городе Кургане Курганского округа, Уральской области РСФСР, ныне административный центр Курганской области.
Родители С. С. Яковлева были репрессированы. Мальчик воспитывался в спецдетдоме Кургана. Позже его усыновил Сергей Корнильевич Судьин, и. о. наркома внешней торговли СССР (июнь—октябрь 1937). После расстрела отчима мачеха, актриса и художница Мария Феофановна, вернула себе девичью фамилию (Яковлева) и дала её приёмному сыну. Согласно другим данным, С. К. Судьин (1894, д. Новая, Казанская губерния — 21 апреля 1938, расстрельный полигон Коммунарка, Московская область) и М. Ф. Яковлева (1898—1976) — родители С. С. Яковлева, а не усыновители.
Сергей окончил 8 классов в московской школе № 32 (образцово-показательной), продолжил учёбу в школе рабочей молодёжи, параллельно работая учеником токаря в Трамвайном депо имени И. И. Артамонова. С началом Великой Отечественной войны строил противотанковые укрепления.
В феврале 1943 года призван Фрунзенским РВК г. Москвы. В Суздале окончил Винницкое пехотное училище, служил в 7-м запасном воздушно-десантном полку. С марта 1945 года гвардии красноармеец С. С. Яковлев — участник Великой Отечественной войны, командир пулемётного расчёта стрелковой роты 351-го гвардейского стрелкового полка 106-й гвардейской стрелковой дивизии, участвовал в боях в Венгрии и Австрии. В декабре 1946 года продолжил службу в Тейково Ивановской области. Затем учился в школе радиоспециалистов в Горьком, служил в 73-м отдельном стрелковом батальоне, нёс патрульную службу в Москве. В 1947 году демобилизован.
В 1947 году был рабочим сцены и статистом Театра литературного чтения при ВТО, сыграл эпизодическую роль полового в спектакле «Живой труп» Л. Н. Толстого.
В 1952 году окончил Государственный институт театрального искусства (ГИТИС), курс А. М. Лобанова и А. А. Гончарова.
С 1952 — актёр драматического театра при Центральном доме культуры железнодорожников, с 1957 — актёр театра на Малой Бронной, с 1966 — актёр  московского театра им. Ленинского комсомола, с 1971 — Театра-студии киноактёра.
Вспоминает актёр и режиссёр Геннадий Карпов:
С Сергеем Сергеевичем Яковлевым я встретился, когда пришёл работать актёром в Московский Театр киноактёра. Спектакль по роману Ф. М. Достоевского «Бесы» был не единственным, где мы встретились с ним как партнёры. В нём он исполнял роль Верховенского-старшего, а я — одного из революционеров. Я помню, как заслушался Сергея Сергеевича, когда он произносил свой последний монолог и забыл вовремя его ударить. <…> Сергей Сергеевич много занимался живописью. Его квартира в одном из Арбатских переулков стала настоящей галереей, где были собраны картины, написанные им в разных жанрах и направлениях. Тот огромный творческий потенциал, который он по разным причинам не до конца реализовывал в актёрской профессии, он воплощал в картинах и литературных произведениях. Он много писал. В этом ему помогала самый близкий и любимый ему человек, его третья жена Наталия Вениаминовна Юркова. «Переворот» — роман, написанный ими в содружестве, впоследствии превратился в инсценировку, по которой Сергей Сергеевич поставил свой спектакль. Впрочем, уже до этого Наталия Юркова написала пьесу к спектаклю «Чудо на Арбате», поставленный Сергеем Сергеевичем в Московском Театре киноактёра, где я сыграл роль молодого художника….
В свои последние годы жизни Сергей Сергеевич вместе с женой работали над задуманным и начатом им романом в стихах «Большая Медведица». Примечательная черта романа о судьбах русской интеллигенции двадцатого века «Большая медведица» состоит в том, что все главы написаны в едином стихотворном размере. Стихотворный ритм не прервался и смертью Сергея Яковлева. Его жена Наталия Юркова сохранила в написанной ею части романа единый ритм, который вдохнул в семистишия глав Сергей Яковлев.
Сергей Сергеевич Яковлев скончался 1 января 1996 года, похоронен в Москве на Ваганьковском кладбище (24 уч.). На могиле артиста по замыслу его вдовы Наталии Вениаминовны Юрковой сооружён художественный мемориал, выполненный скульптором Владимиром Европейцевым.

## Награды и звания
- Медаль «За отвагу», 14 апреля 1945 года[8]
- Орден Славы III степени, 31 мая 1945 года[9]
- Заслуженный артист РСФСР, 31 декабря 1976 года
- Орден Отечественной войны II степени, 6 апреля 1985 года[10]
- Народный артист РСФСР, 24 января 1986 года

## Личная жизнь
Был женат третьим браком на Юрковой Наталии Вениаминовне — поэтессе, авторе книг «Где прячется вчера», «Не обижайте зайца», «Город в одуванчике», «Жил путешественник один», а также совместной с мужем книги «Большая медведица».
Четверо детей: дочь Любовь Фомина и сын Александр Яковлев от первого брака с актрисой Ниной Харитоновой — проживающие в Москве; дочь Ингрида от второго брака с актрисой Майей Сержан, проживающая в Риге, сын Антон Яковлев, рождённый в фактическом браке, проживающий в Москве.

## Роли в театре
В театре-студии Киноактера:
- «Отчаяние»
- «Бесы»
- «Бобры» режиссер В Стрижев автор пьесы В. Мережко

## Фильмография
- 1956 — Долгий путь — Василий Кругликов
- 1957 — Коммунист — Денис Иванович
- 1957 — Сëстры — Василий Рублёв
- 1957 — Восемнадцатый год — Василий Рублёв
- 1958 — Кочубей — Рой
- 1960 — Дом с мезонином — художник
- 1960 — Пять дней, пять ночей / Fünf Tage — Fünf Nächte (СССР, ГДР) — советский офицер
- 1961 — Академик из Аскании — академик Михаил Фёдорович Иванов
- 1963 — Сорок минут до рассвета — Непомнящий
- 1964 — Москва — Генуя — комиссар Безлыков
- 1964 — Мать и мачеха — приятель Фильки, спекулянт
- 1965 — Мимо окон идут поезда — Николай Степанович
- 1965 — Залп «Авроры» — Антонов-Овсеенко
- 1967 — Взорванный ад — Иван Бесавкин
- 1968 — Щит и меч — врач
- 1969 — Тревожные ночи в Самаре — Лободин
- 1970 — Чрезвычайный комиссар — Казаков
- 1971 — Тени исчезают в полдень — Устин Акимыч Морозов, он же Константин Андреевич Жуков, он же староста Фомичев Сидор
- 1972 — Ждём тебя, парень — Гурьев
- 1972 — Этот славный парень — дядя Митя
- 1973 — Горы зовут — начальник пионерлагеря
- 1973 — Огонь — Сергеев
- 1974 — Жребий — Павел Терентьевич Игнатьев
- 1974 — Единственная дорога — отец Алёши
- 1974 — Ищу мою судьбу — директор техникума
- 1974 — Ответная мера — Фирс, главный инженер
- 1974—1977 — Хождение по мукам — Дальский
- 1975 — Шторм на суше — Иван Хряпов
- 1975 — Мальчишки ехали на фронт — Кондрат Кондратович Перевалов
- 1975 — Весна двадцать девятого  − Юрий Николаевич Гончаров
- 1976 — Судьба барабанщика — старик Яков
- 1976 — Преступление — Глушко
- 1976 — Восхождение — староста Сыч
- 1976 — 12 стульев — эпизод (3-я серия)
- 1977 — Будёновка
- 1977 — Отпуск, который не состоялся — Андрей Александрович, отец Юрия
- 1978 — Схватка в пурге — прокурор
- 1978 — Ветер странствий — дедушка Онисим
- 1978 — Обман
- 1978 — Голубка — Голубев, отец Жени
- 1978 — Пятое время года — Шахотин
- 1979 — Экипаж — руководитель управления полетами
- 1981 — Немухинские музыканты — леший
- 1981 — Куда исчез Фоменко? — Ружьев
- 1981 — Февральский ветер — Жаков
- 1982 — Смерть на взлёте — Уваров, полковник КГБ
- 1982 — Срочно… Секретно… Губчека — отец Никодим
- 1983 — Подросток — эпизод
- 1977—1984 — Огненные дороги — доктор
- 1982 — Профессия — следователь — Вадим Григорьевич Вислогузов
- 1984 — Стратегия победы — журналист
- 1984 — Лучшая дорога нашей жизни — Ерохин
- 1984 — Хроника одного лета — Павел Степанович Лагута, секретарь райкома
- 1984 — Особое подразделение — Кедрин
- 1984 — У призраков в плену — Лагута
- 1985 — Грубая посадка — следователь
- 1985 — На крутизне — священник
- 1986 — Счастлив, кто любил… — адвокат
- 1986 — Мы обвиняем — генпрокурор Руденко
- 1987 — Единожды солгав — Иван Семенович
- 1989 — Чудаки (фильм-спектакль) — отец
- 1989 — Во бору брусника — Павел Иванович Чернов
- 1990 — Арбатский мотив — Ермолаев
- 1991 — Клан — Солодов
- 1991 — Привал странников — Глеб Дмитриевич Ферапонтов
- 1992 — Сумасшедшая любовь — Грачёв

## Озвучивание
- 1954 — Поколение — Ясь Кроне (играет Тадеуш Янчар)
- 1971 — Дом под деревьями
- 1972 — Вальтер защищает Сараево — Кондор (играет Драгомир Боянич)
- 1974 — Опасные игры — Олин, "Скользкий" (играет Юри Ярвет)
- 1976 — Робин и Мэриан — Ричард Львиное Сердце (играет Ричард Харрис)
- 1979 — Сталкер — Профессор (играет Николай Гринько)[13]
- 1981 — Дедушка дедушки нашего дедушки — профессор (играет Сулейман Алескеров)
- 1981 — Созданы друг для друга
- 1982 — Знахарь — Самюэль Обедзиньский (играет Ежи Треля)
- 1982 — Фрэнсис
- 1982 — Прадед моего деда — профессор (играет Сулейман Алескеров)
- 1981 — Надо убить Биргит Хаас
- 1984 — Всех за решётку

### Озвучивание мультфильмов
- 1984 — Сказка о Царе Салтане — Черноволосый корабельщик